# Douhua

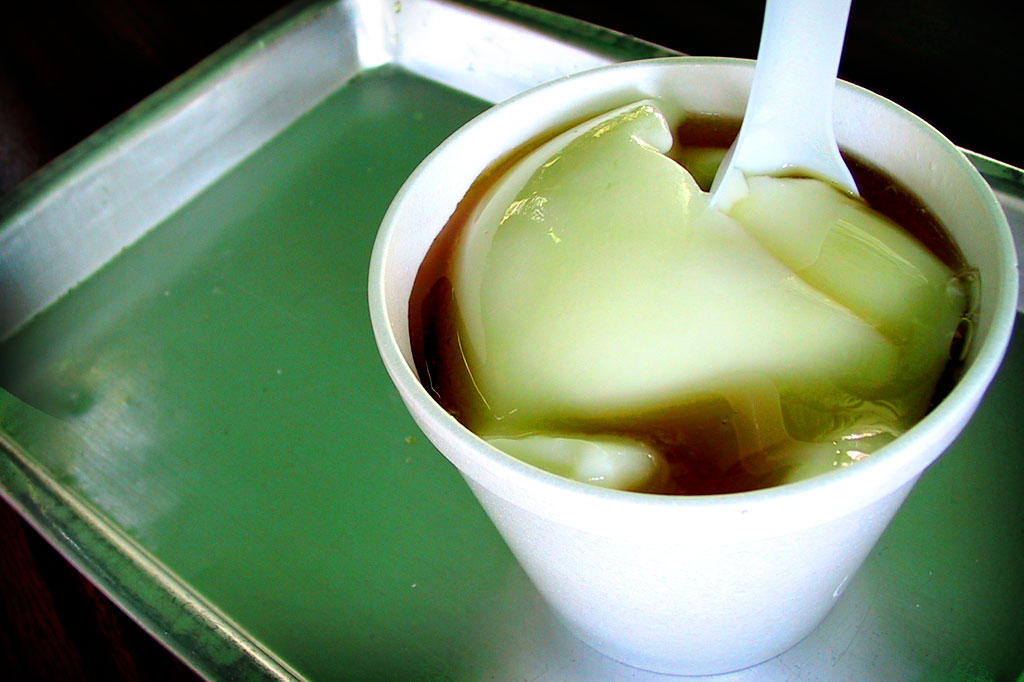
El famoso dau fu fa Shan shui (山水豆腐花), es decir, gelatina de crema de judía con almíbar encima, a la venta en la isla Lamma, Hong Kong.

El douhua es un postre chino hecho con una preparación extra blanda de tofu. También se llama pudin de tofu (pudín de tofu).

## Artesano

### Gastronomía del norte de China

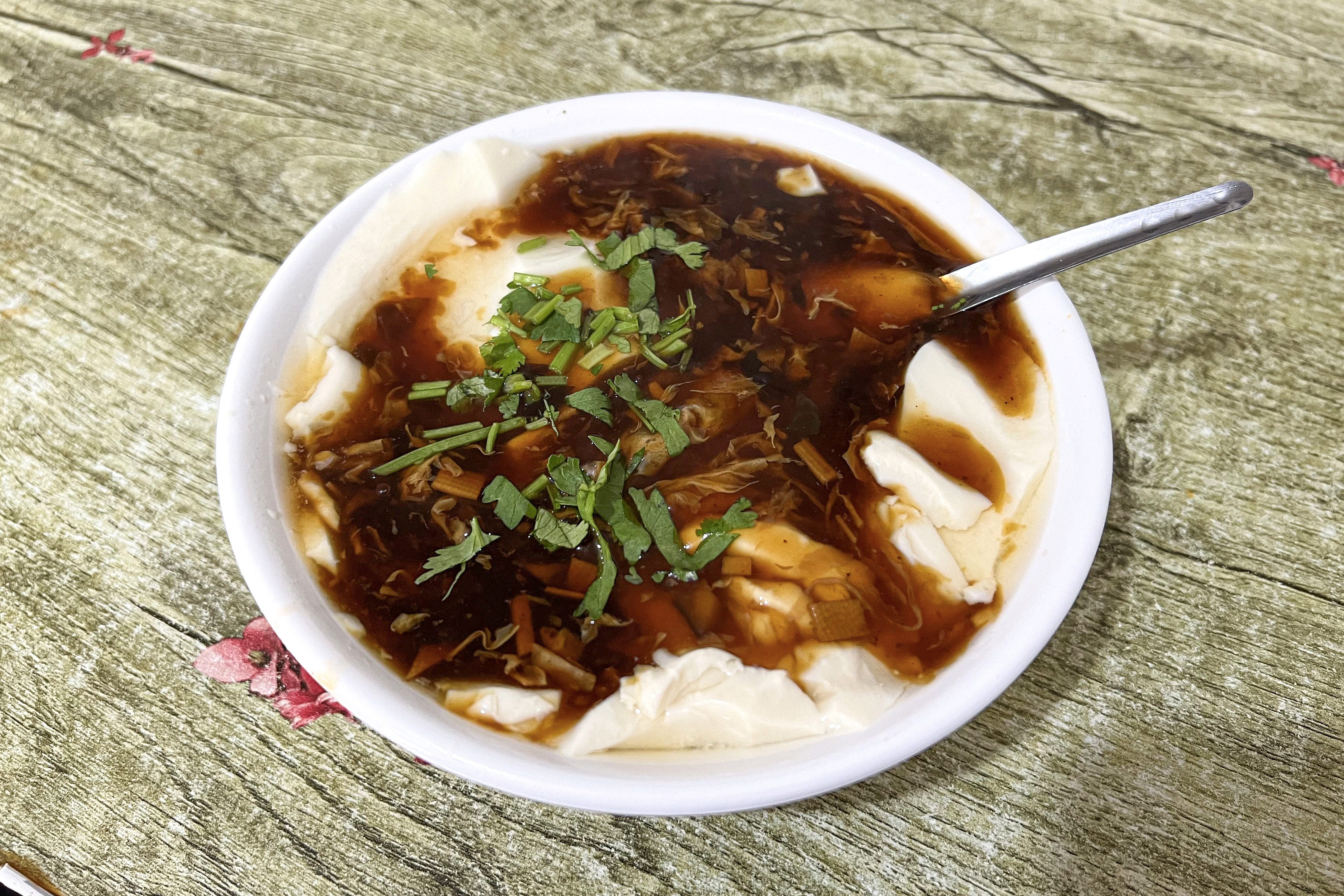
Doufunao vendido en Pekín.

En el norte de China el douhua se come a menudo con salsa de soja, lo que le da un sabor salado. En esta región suele llamarse con frecuencia doufunao (豆腐腦).

### Gastronomía de Sichuan
En Sichuan el douhua suele hacer sin ninguna azúcar, y lo sirven vendedores ambulantes o en bicicleta con diversos condimentos con aceite de guindilla, salsa de soja, pimienta de Sichuan, cebolleta o frutos secos, y a menudo se acompaña también con arroz blanco.

### Gastronomía de Taiwán
En la gastronomía de Taiwán, el douhua se sirve con cubierto de ingredientes dulces, como cacahuetes, judías azuki, avena, tapioca, frijoles chinos y un almíbar condimentado con jengibre o almendra. Durante el verano se sirve con hielo triturado; en invierno se sirve templado.

### Gastronomía de Hong Kong
En la gastronomía de Hong Kong se sirve con jengibre dulce o almíbar claro, y a veces mezclado con pasta de sésamo negro, o también con leche de coco. Tradicionalmente se hace en un cubo de madera, vendiéndose como dau fu fa en cubo de madera (木桶豆腐花) dentro de la cocina dim sum.

### Gastronomías de Malasia y Singapur

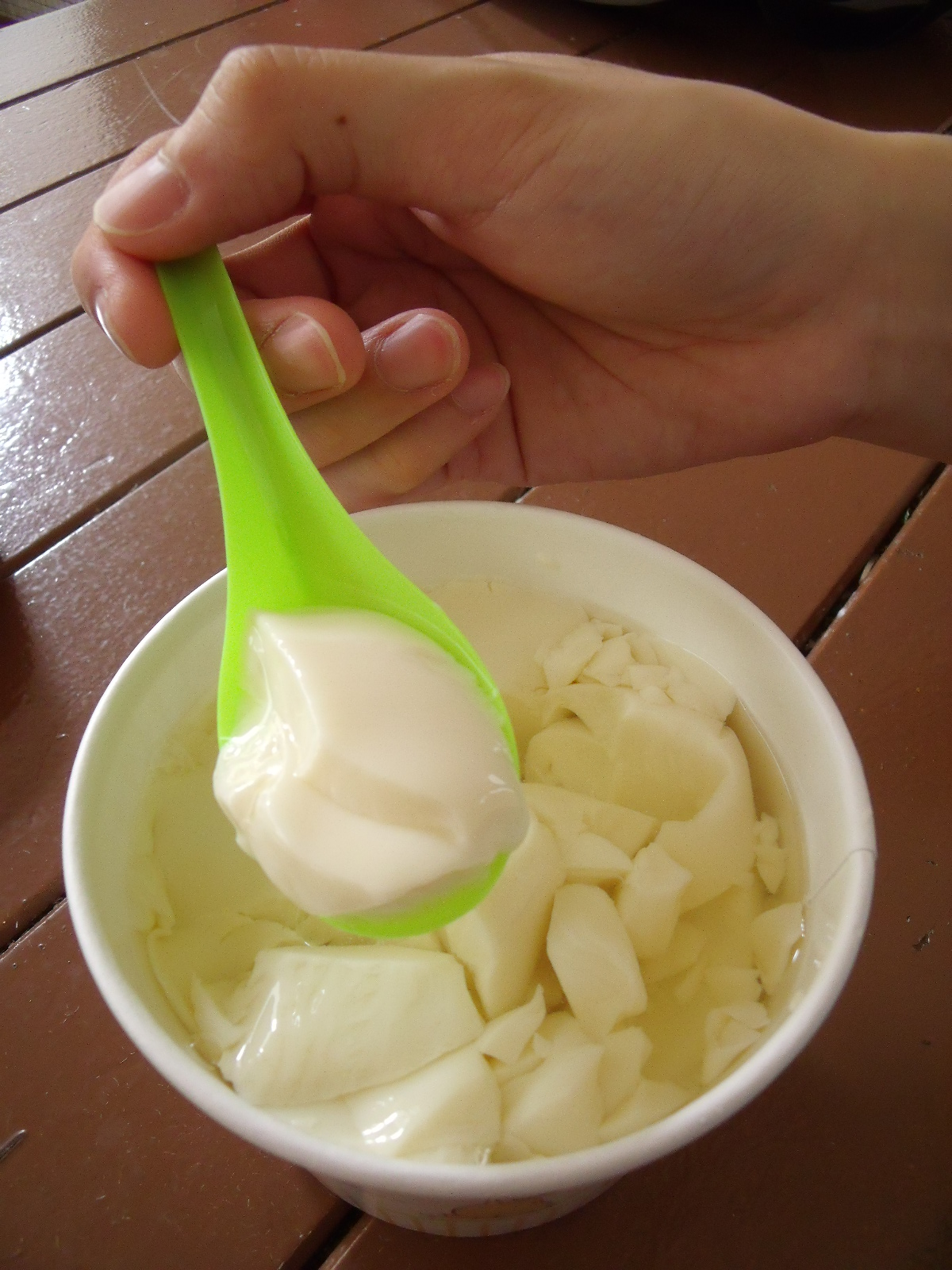
Douhua en almíbar vendido en Singapur.

En las gastronomías de Singapur y Malasia es más conocido por los nombres tow huay o tau huay en Min Nan, o por el nombre cantonés (tau fa), variación más común en Malasia, donde de hecho se conoce casi exclusivamente por ella. En Penang el término común es tau hua debido a las raíces hokkien del dialecto chino local.
Suele servirse solo con almíbar claro, con semillas de ginkgo flotando en éste, o en almíbar donde se ha macerado pandan. Sin embargo, en Malasia es más popular servirlo en agua de jengibre caliente y dulce, prefiriendo algunos cliente comprar solo el agua de jengibre, pues se cree que contiene propiedades medicinales. De nuevo, la excepción es Penang, donde se usa almíbar, tanto de azúcar blanco como moreno. El mismo almíbar se usa para dar sabor a las bebidas de leche de soja, conocidas localmente como tau chui en dialecto hokkien, que normalmente venden los mismos proveedores, con la opción de añadir jalea de hierba a la bebida.

### Gastronomía de Japón
En Japón este estilo de douhua se conoce como annin dofu.

### Gastronomía de Filipinas
En las Filipinas se conoce como taho y lo venden vendedores callejeros por las mañanas. Se sirve templado con un almíbar moreno y bolas de sago o tapioca.

### Gastronomía de Indonesia
En Indonesia se conoce como kembang tahu (‘flor de tofu’) y suele ser vendida por comerciantes ambulantes. Se sirve templada con almíbar de palma condimentado con hojas de pandan y jengibre.

### Gastronomía de Tailandia
En Tailandia es conocido por su nombre Min Nam, tao huai (เต้าฮวย). Suele servirse frío con leche y macedonia de frutas, llamándose entonces tao hu nom sot (เต้าหู้นมสด, literalmente ‘leche fresca de tofu’), o caliente con jarabe de jengibre, recibiendo así el nombre de tao huai nam khing (เต้าฮวยน้ำขิง).

### Gastronomía de Vietnam
En Vietnam se conoce como tàu hũ nước đường, tàu hũ hoa o tào phớ. Varía según la región:
- En el norte se sirve con azúcar y jazmín. Se toma templado en invierno y frío con hielo en verano.
- En el centro se cocina con jengibre picante. El azúcar es opcional. Los trozos de douhua suelen ser irregulares debido a su blandura.
- En el sur se sirve templado con jengibre (opcional) y leche de coco. Los trozos son más duros que los del norte y centro del país.

## Envasado
Este postre también se vende como plato frío envasado en los supermercados asiáticos.